# HeroEngine
HeroEngine est un moteur de jeu 3D et une technologie de plateforme de serveur développé par Simutronics dans la perspective d'élaborer des jeux de type jeu en ligne massivement multijoueur.

## Description
HeroEngine est développé au départ pour le propre jeu de la compagnie, Hero's Journey, le moteur a remporté différentes récompenses à des salons, et a depuis utilisé par d'autres entreprises comme BioWare, qui est utilisé pour Star Wars: The Old Republic et pour Stray Bullet Games.
Il intègre notamment l'outil FaceGen, logiciel de modélisation tridimensionnelle qui permet la création de visages.